# Hypsilurus nigrigularis
Espèce
Synonymes
- Gonyocephalus nigrigularis Meyer, 1874

Hypsilurus nigrigularis est une espèce de sauriens de la famille des Agamidae.

## Répartition
Cette espèce est endémique de Nouvelle-Guinée.  Elle se rencontre en Nouvelle-Guinée occidentale en Indonésie et Nouvelle-Guinée orientale en Papouasie-Nouvelle-Guinée.

## Publication originale
- Meyer, 1874 : über die von ihm auf Neu-Guinea und den. Inseln Jobi, Mysore und Mafoor im Jahre 1873 gesammelten Amphibien.Monatsberichte der Königlichen Preußischen Akademie der Wissenschaften zu Berlin, vol. 1874, p. 128-140 (texte intégral).